# Seleção Japonesa de Futebol Americano
A Seleção Japonesa de Futebol Americano é a representante oficial do Japão no futebol americano, a entidade controladora é a AFAJ (American Football Association of Japan). O Japão já conquistou 2 títulos mundiais e um vice no futebol americano.